# Fenrir (astronomia)
Fenrir, o Saturno XLI, è un satellite naturale irregolare del pianeta Saturno.

## Storia
Fenrir è stato scoperto da una squadra di astronomi dell'Università delle Hawaii nel 2004 composta da Scott Sheppard, David Jewitt, Jan Kleyna e Brian Marsden il 4 maggio 2005; l'annuncio della scoperta è stato fatto il 4 maggio 2005. Le lastre fotografiche che hanno reso possibili la scoperta risalivano al periodo compreso fra il 13 dicembre 2004 e il 5 marzo 2005.
Il satellite deve il suo nome a Fenrir, un gigantesco lupo della mitologia norrena; prima che l'Unione Astronomica Internazionale promulgasse un nome ufficiale, nel marzo 2007, l'oggetto era noto mediante la designazione provvisoria S/2004 S 16.

## Parametri orbitali
Fenrir ha un diametro di circa 4 chilometri e orbita intorno a Saturno ad una distanza di 22,6 milioni di km in 1260 giorni, con un'inclinazione di 163° rispetto all'eclittica (143° rispetto all'equatore di Saturno) e un'eccentricità di 0,136.
Il satellite è caratterizzato da un movimento retrogrado, cioè orbita intorno a Saturno in direzione opposta al suo movimento di rotazione e questo fa ritenere che si tratti di un satellite irregolare catturato dal pianeta.

## Caratteristiche fisiche
Ha una magnitudine apparente di 25,0 che lo rende uno dei satelliti a più debole luminosità del nostro sistema solare. La sua scoperta fu possibile solo attraverso l'utilizzo di alcuni tra i più grandi telescopi del mondo, il Subaru e Gemini entrambi da 8 metri e i telescopi Keck da 10 metri.